# Petr Hladík
Petr Hladík (nascido em 16 de março de 1948) é um ex-ciclista olímpico tchecoslovaco. Representou sua nação nos Jogos Olímpicos de Verão de 1968, na prova de corrida individual em estrada.